# Connecticut Yankees (futebol)
O Connecticut Yankees foi um time de futebol com sede em Hartford, Connecticut, e jogava em casa no Dillon Stadium. Eles jogaram na American Soccer League por sete temporadas, de 1972 a 1978, quando desistiram.

## História
A equipe foi fundada em 1972 como Northeast United . Eles mudaram seu nome para Connecticut Wildcats em 1973 e adotaram o nome Connecticut Yankees após a temporada de 1974. Durante sua corrida, eles avançaram para os playoffs uma vez, em 1977, e foram eliminados no primeiro turno.